# Selago cryptadenia
Selago cryptadenia är en flenörtsväxtart som beskrevs av O.M. Hilliard. Selago cryptadenia ingår i släktet Selago och familjen flenörtsväxter. Inga underarter finns listade i Catalogue of Life.